# Remigia trifasciata
Remigia trifasciata är en fjärilsart som beskrevs av Stephens 1829. Remigia trifasciata ingår i släktet Remigia och familjen nattflyn. Inga underarter finns listade.